# Liste des ambassadeurs d'Allemagne en Tanzanie
La liste des ambassadeurs d'Allemagne en Tanzanie contient les ambassadeurs de la République fédérale d'Allemagne en Tanzanie depuis 1961.
L'ambassade est basée à Dar es Salaam, l'ambassade est également responsable des Comores.
| Nom                                      | Mandat      |
| ---------------------------------------- | ----------- |
| Franz-Joachim Schoeller                  | 1961-1962   |
| Herbert Schröder                         | 1962-1967   |
| Norbert Hebich                           | 1967–?      |
| Burkard Freiherr von Müllenheim-Rechberg | 1971-1975   |
| Vincent Albers                           | 1975–1977   |
| Wilfried von Eichborn                    | 1978–?      |
| Leonhard Kremer                          | 1981-1984   |
| Christel Steffler                        | 1984-1991   |
| Dietrich Venzlaff                        | 1991-1993   |
| Heinz Schneppen                          | 1993-1996   |
| Burghart Nagel                           | 1996-2004   |
| Wolfgang Ringe                           | 2004-2008   |
| Guido Herz                               | 2008-2011   |
| Klaus-Peter Brandes                      | 2011-2013   |
| Egon Kochanke                            | 2014-2017   |
| Detlef Wächter                           | 2017-2019   |
| Régine Hess                              | Depuis 2019 |

## liens web
- Site Web de l'ambassade d'Allemagne à Dar es Salaam